# 바바라 (대한민국의 가수)
바바라(본명:이혜인, 1988년 1월 8일 ~ )는 대한민국의 소울 가수이다. 2011년 1월 9일 첫 정규 음반 Neo Beat Generation을 발매해 데뷔했다.

## 활동 내용
바바라는 3년동안 데뷔를 준비했고, 2011년 1월 19일 데뷔 음반 Neo Beat Generation을 발매했다. 2011년 4월 1일 《유희열의 스케치북》을 통해 처음으로 방송 출연을 했는데, "요즘 신인가수들은 미니음반이나 디지털 싱글로 활동하는 경우가 많다. 그런데 바바라는 신인가수로서는 드물게 인트로부터 아웃트로까지 꽉 채워 12곡이 담긴 정규 음반을 발표했다"며 유희열은 칭찬을 했고 관계자와 방청객들에게 좋은 반응을 얻었다.

## 음반 목록
정규 음반
- Neo Beat Generation (2011)